# Altdorf bei Nürnberg
Altdorf bei Nürnberg es una ciudad alemana situada en el estado de Baviera, Alemania. Tiene una población estimada, a fines de 2023, de 15 888 habitantes.
En alemán, su nombre significa literalmente "aldea antigua cerca de Núremberg".

## Historia

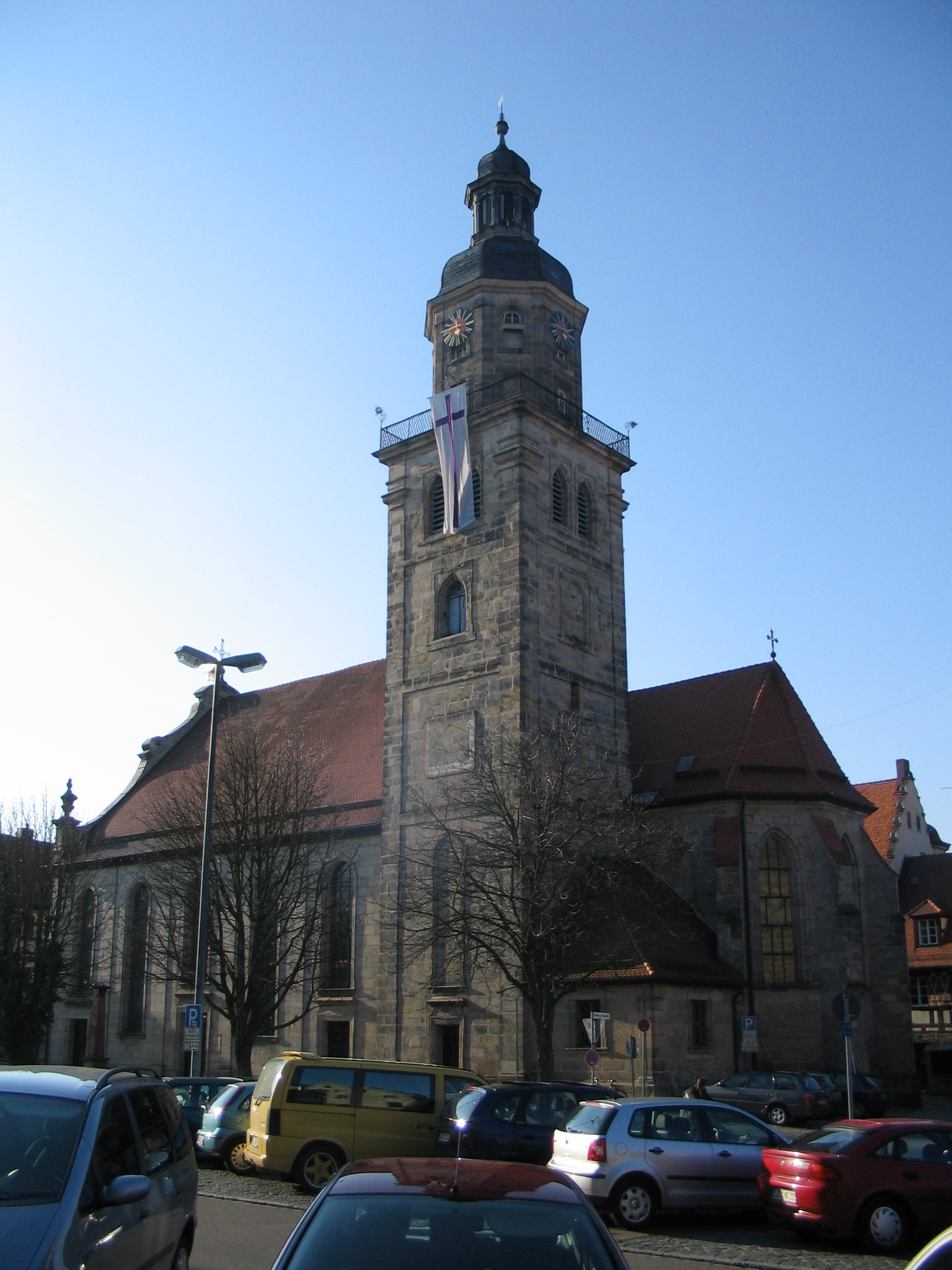
Iglesia de St. Laurentius

Altdorf es mencionada por primera vez en 1129.
En 1504 la aldea fue conquistada por la Ciudad Libre Imperial de Núremberg.
En el siglo XVI el gobierno de la ciudad de Núremberg fundó una academia en Altdorf, que en 1622 se convirtió en universidad.
La universidad de Altdorf duró hasta 1809. Entre sus alumnos se encontraron el soldado Albrecht von Wallenstein y el filósofo y matemático Gottfried Leibniz.

## Monumentos
Los monumentos principales de Altdorf son la iglesia de St. Laurentius, la alcaldía y el Wichernhaus (que albergaba a la universidad).
Otro atractivo de Altdorf son las ruinas de sus fortificaciones.

## Ciudades hermanas
- Altdorf (Suiza)